# روبرت كير بوتر
روبرت كير بوتر (بالإنجليزية: Robert Ker Porter)‏ (و. 1777 – 1842 م) هو رسام، ودبلوماسي، وسياسي، ورسام طبيعة ‏ من مملكة بريطانيا العظمى، والمملكة المتحدة لبريطانيا العظمى وأيرلندا، ولد في دورهام، إنجلترا، توفي في سانت بطرسبرغ، عن عمر يناهز 65 عاماً.